# Hindelbank
Hindelbank est une commune suisse du canton de Berne, située dans l'arrondissement administratif de l'Emmental.

## Toponymie
La plus ancienne occurrence du toponyme, Hindelwanch, date de 1261. Il connaît par la suite plusieurs variations : Hundelwanc (1275), Hundilwanch (1295), Hundelwang (1328) et Hindelbank (1401). Le suffixe -bank desendrait du vieux haut-allemand wang (prairie) et le préfixe Hindel- du vieux haut-allemand hintila (biche). C'est cette interprétation qui a été retenue pour la conception des armoiries en 1910. Une autre interprétation moins convaincante fait dériver le préfixe du nom Hundilo.
Hindelbank signifie donc la prairie où paissent des biches (ou éventuellement la prairie de Hundilo).

## Héraldique
D'azur, une biche d'argent aux aguets posée sur une terrasse d'or (trad.)
Les armoiries ont été conçues tardivement, en 1910.

## Géographie
Hindelbank se trouve à 6 km à l'ouest de Berthoud et à 12 km au nord-est de Berne à vol d'oiseau, à 519 m d'altitude.

Le village-rue s'étend dans un paysage légèrement vallonné, à l'extrémité sud de la plaine alluviale de l'Emme, au pied de la colline de molasse du haut Plateau suisse.

Photo aérienne prise par Walter Mittelholzer (1922)

Le territoire de la commune, dont le relief a été façonné par le glacier du Rhône lors de l'ère glaciaire, s'étend sur 6,7 km2 (9,8 km2 depuis la fusion avec Mötschwil en 2021). Il est brièvement bordé au nord par le cours canalisé de l'Urtenen, à l'ouest et au nord par l'autoroute A1 et par la ligne ferroviaire Berne-Olten. Au sud-est s'étend la fôret de Chräiholz, sur une légère pente, puis les premières collines boisées des collines de molasse : le Schnarz tout au sud (627 m) et le Haselberg au sud-est (645 m), qui constitue le point culminant de la commune. La réserve naturelle de Heidmoos dans la forêt de Hurstwald, tout au nord, fait aussi partie du territoire de la commune.
En 2004, la commune comptait 60,6 % de surfaces agricoles, 22,4 % de surfaces boisées, 16,4 %  de surfaces d'habitat et d'infrastructures et 0,6 % de surfaces improductives.
De nouveaux quartiers d'habitation étendus, le hameau de Wiler (530 m), situé dans le vallon entre les collines de Schnarz et de Haselberg et abritant l'établissement pénitentiaire de Hindelbank, une prison pour femmes, et des fermes isolées font également partie du territoire de la commune, de même que la localité de Mötschwil depuis le 1er janvier 2021.
Les communes limitrophes sont Kernenried, Lyssach, Krauchthal, Bäriswil, Mattstetten et de Jegenstorf.

## Démographie
Hindeklbank compte 2 562 habitants (état le 1er janvier 2021), ce qui la classe parmi les communes moyennement peuplées du canton de Berne.
La population a légèrement augmenté au cours de la première moitié du XXe siècle. Sa croissance s'est fortement accélérée à partir des années 1960, la population affichant une hausse de quasiment 50 % entre 1960 et 1980 et de plus de 40 % entre 1980 et 2020.
En 2018, la commune comptait 13,3 % d'étrangers.
En 2000, 92,9 % de la population indiquait l'allemand comme langue principale, 1,2 % le français et 0,9 % le portugais.
Le taux de chômage s'élevait en moyenne à 1,9 % sur l'année 2020 et 3,6 % des résidents bénéficiaient de l'aide sociale en 2018.

## Politique
Hindelbank est gouvernée par une Assemblée communale (Gemeindeversammlung) et un Conseil communal (Gemeinderat) de 7 membres (résultat des élections tacites de novembre 2020: 5 UDC et 2 PS).
Lors de l'élection de 2019 au Conseil national, l'UDC a obtenu 35,9 % des voix, le PS 13,1 %, le PBD 12,4 %, les Vert'libéraux 9,3 %, les Verts 8,3 %, le PLR 7,3 %, le PEV 5,1 %, l'UDF 2,5 % et le PDC 1,8 %.

## Économie
Jusqu'au début du XXe siècle, Hindelbank est un village largement agricole. La création d'une fabrique de levure en 1888 marque un début d'industrialisation, suivie par celles d'une biscuiterie et d'une blanchisserie. Aujourd'hui (état au 31 décembre 2017), la commune compte 923 emplois : 4,8 % de la population active travaille encore dans le secteur primaire (cultures et élevage), 16,6 % des actifs travaillent dans le secteur secondaire (industrie), tandis que le secteur tertiaire (services) rassemble plus de 78 % de la main-d’œuvre.
Outre les entreprises précitées, Hindelbank accueille des PME des secteurs de la construction, du textile, des machines, des transports, ainsi que des ateliers mécaniques et une usine de gravier et de béton. Elle compte également une école secondaire. Ces dernières décennies, avec la création de grands quartiers à l'extrémité est du village, Hindelbank est devenu une commune résidentielle. De nombreux résidents actifs sont aussi des pendulaires qui travaillent principalement dans les agglomérations de Berthoud et de Berne.

## Transports
La commune est bien reliée au système de transports. Elle jouxte la route principale reliant Berne à Zurich, elle-même reliée à Berthoud. L'accès le plus proche à l'autoroute A1 (Berne-Zurich) est à environ 5 km du centre du village. La mise en service de la ligne ferroviaire entre Herzogenbuchsee et Berne le 16 juin 1857 dote Hindelbank d'une gare. Sur le plan local, la ligne de bus 451 exploitée par CarPostal relie Hindelbank à Krauchthal et Bolligen.

## Histoire

Gravure de l'église et du presbytère

Le site de Hindelbank a été fréquenté par les hommes dès le néolithique. Des traces d'habitations romaines existent également sur la partie ouest du territoire communal.
Au Moyen Âge, le village constitue une seigneurie indépendante placée sous la suzeraineté des comtes de Kybourg. Un château-fort, aujourd'hui entièrement disparu, s'élevait d'ailleurs à Wiler durant la première moitié du XVe s. Appartenant d'abord à la famille bernoise Münzer, la seigneurerie passe entre de nombreuses mains avant de revenir en 1721 à Jérôme d'Erlach (de). À cette époque, la seigneurerie de Bäriswil est incorporée à celle de Hindelbank.
Sous les Bernois (depuis 1406), le village dépendait de la juridiction de Zollikofen. Après la chute de l'Ancien Régime (1798), Hindelbank dépendit du district de Berthoud pendant la République helvétique, puis du bailliage de Berthoud à partir de 1803 (date de l'Acte de Médiation), lequel devint un district administratif avec la nouvelle constitution de 1831.
Une école est attestée dès 1662. De 1839 à 1918, la cure abrite l'école normale cantonale pour institutrices et maîtresses de couture. L'école secondaire ouvre en 1903.
En 1866, les autorités bernoises instaurent une charité pour femmes dans le château. L'institution devient par la suite un établissement de travaux forcés puis un établissement pénitentiaire pour femmes à partir de 1896.
En 1911, un incendie détruit intégralement l'église du village. Elle est reconstruite suivant les plans de Karl Indermühle les années suivantes.

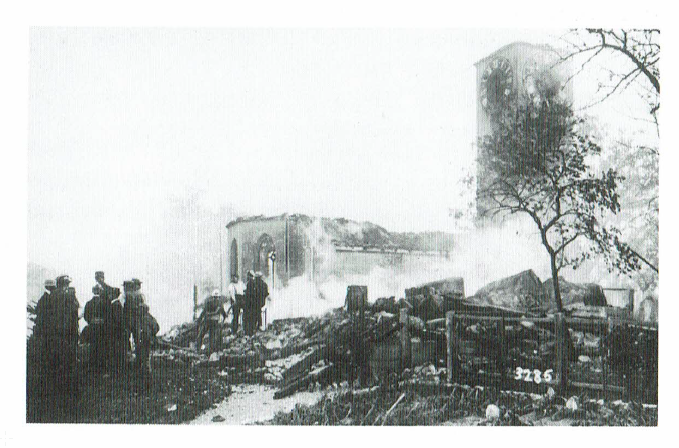
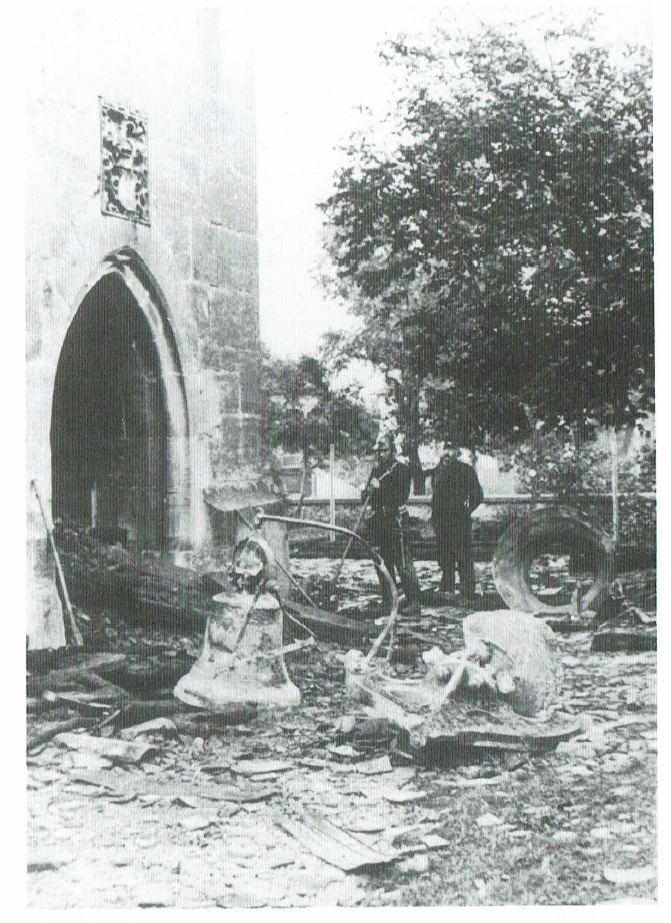

## Patrimoine
- Le château de Hindelbank (près duquel se trouve l'établissement pénitentiaire de Hindelbank)
- L'église de Hindelbank (de)et son presbytère. La structure de l'église réformée remonte au début du XVIe s (1513-1515), mais le bâtiment a été reconstruit en 1913 dans un style « art nouveau gothicisant » par Karl Indermühle (de) à la suite d'un incendie en 1911. Une rénovation complète en trois étapes est lancée à la fin 2021[13]. L'église abrite la célèbre pierre tombale de Maria Magdalena Langhans, sculptée par Johann August Nahl (l'Ancien). Représentant une pierre tombale qui s'entrouvre, et par là la promesse de la résurrection, elle est dédiée à Maria Magdalena Langhans, la femme du pasteur de Hindelbank, qui mourut en 1751, le jour avant Pâques, en accouchant d'un enfant mort-né, alors que le sculpteur séjournait chez le pasteur[14]. Cette sculpture faisait partie des œuvres d'art européennes les plus admirées au XVIIIe s. De nombreux amateurs d'art, dont Johann Wolfgang von Goethe, ont fait le déplacement à Hindelbank pour la voir. Protégée des débris par son couvercle en bois, elle a été épargnée par l'incendie de 1911, contrairement aux vitraux du XVIe s. qui ornaient l'église[3].
- Voir également la Liste des constructions présentant un intérêt historique ou architectural à Hindelbank (de).

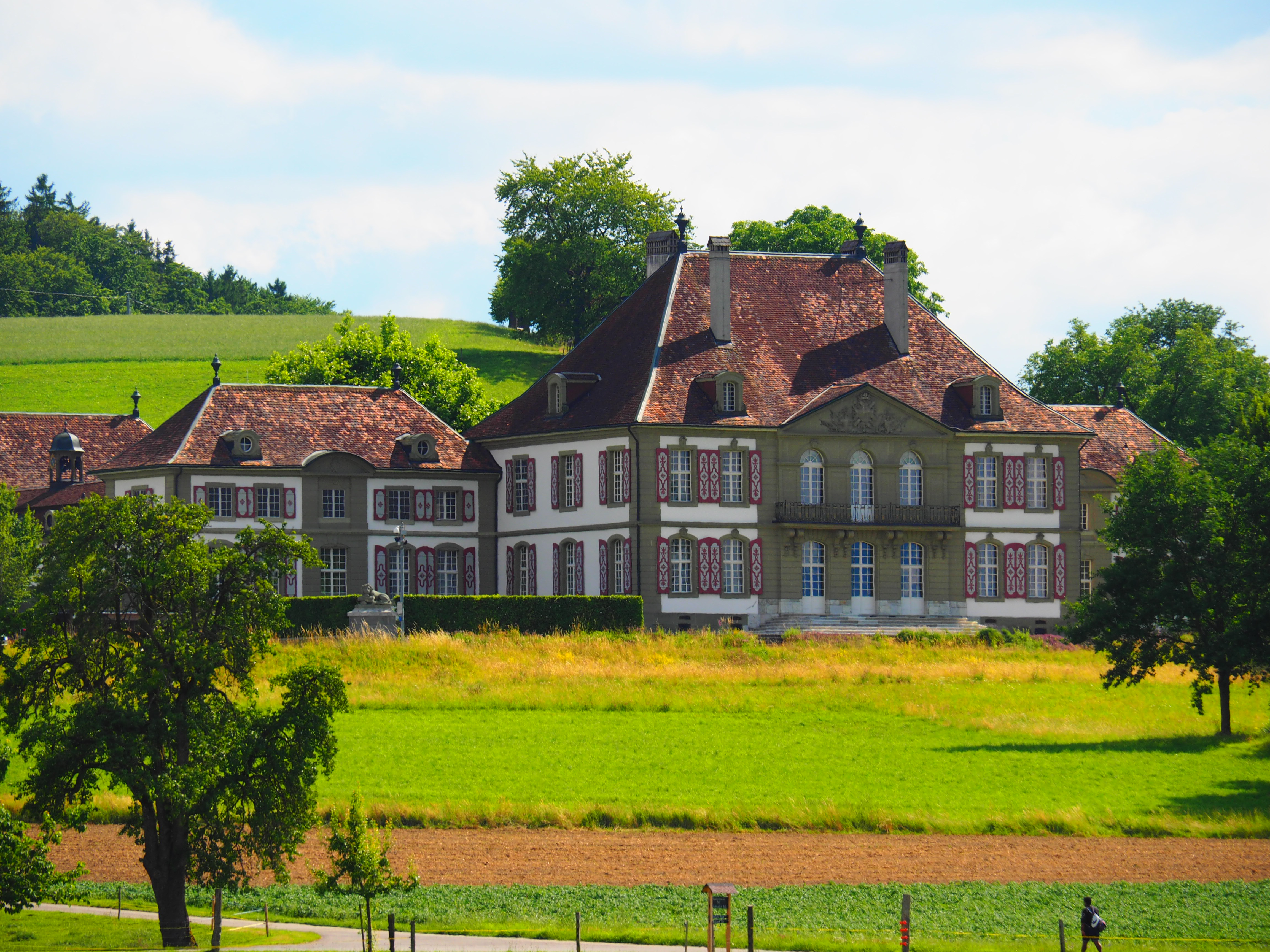
Vue sur le château
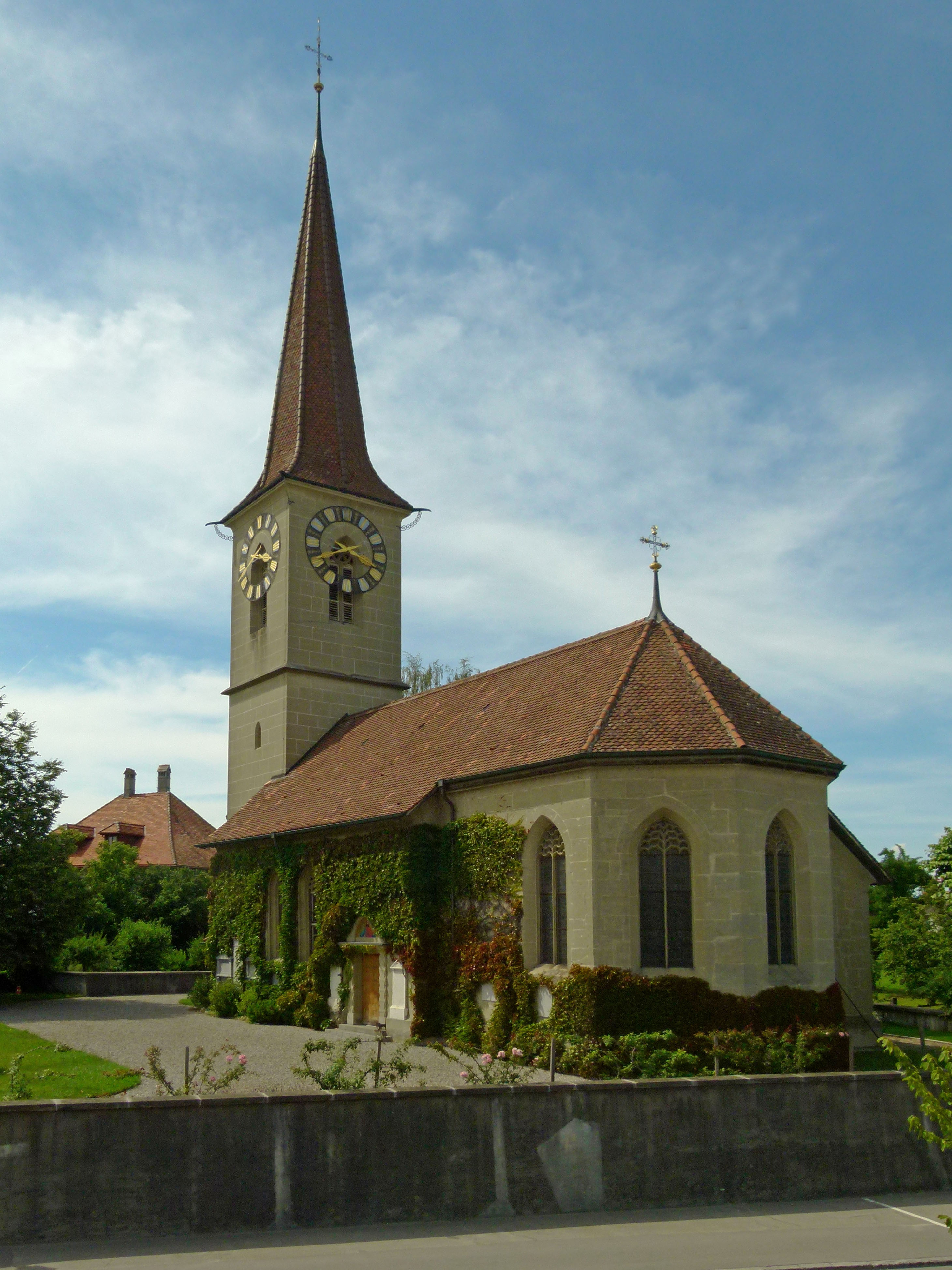
Église
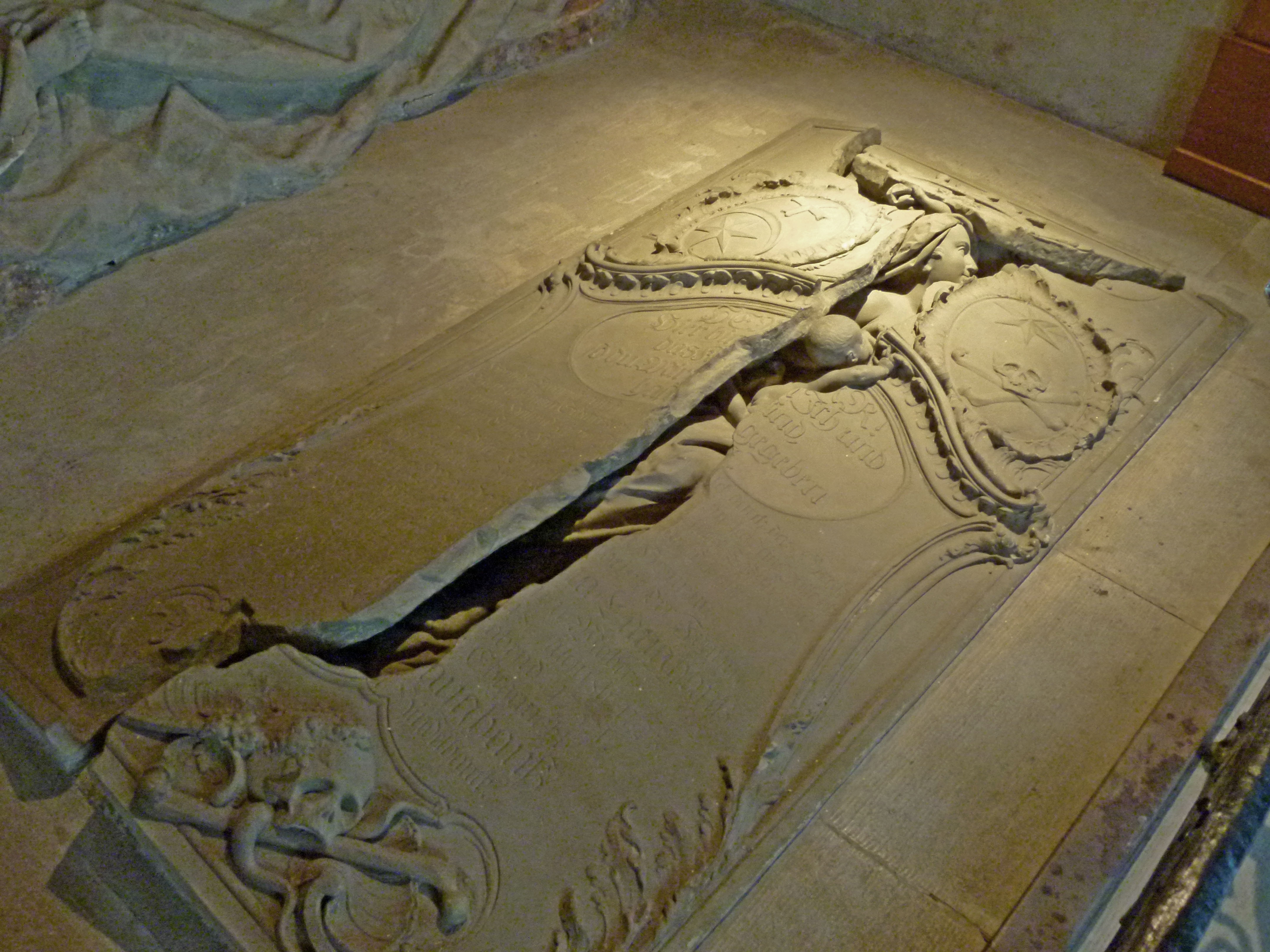
Tombe de Maria Magdalena Langhans par Johann August Nahl
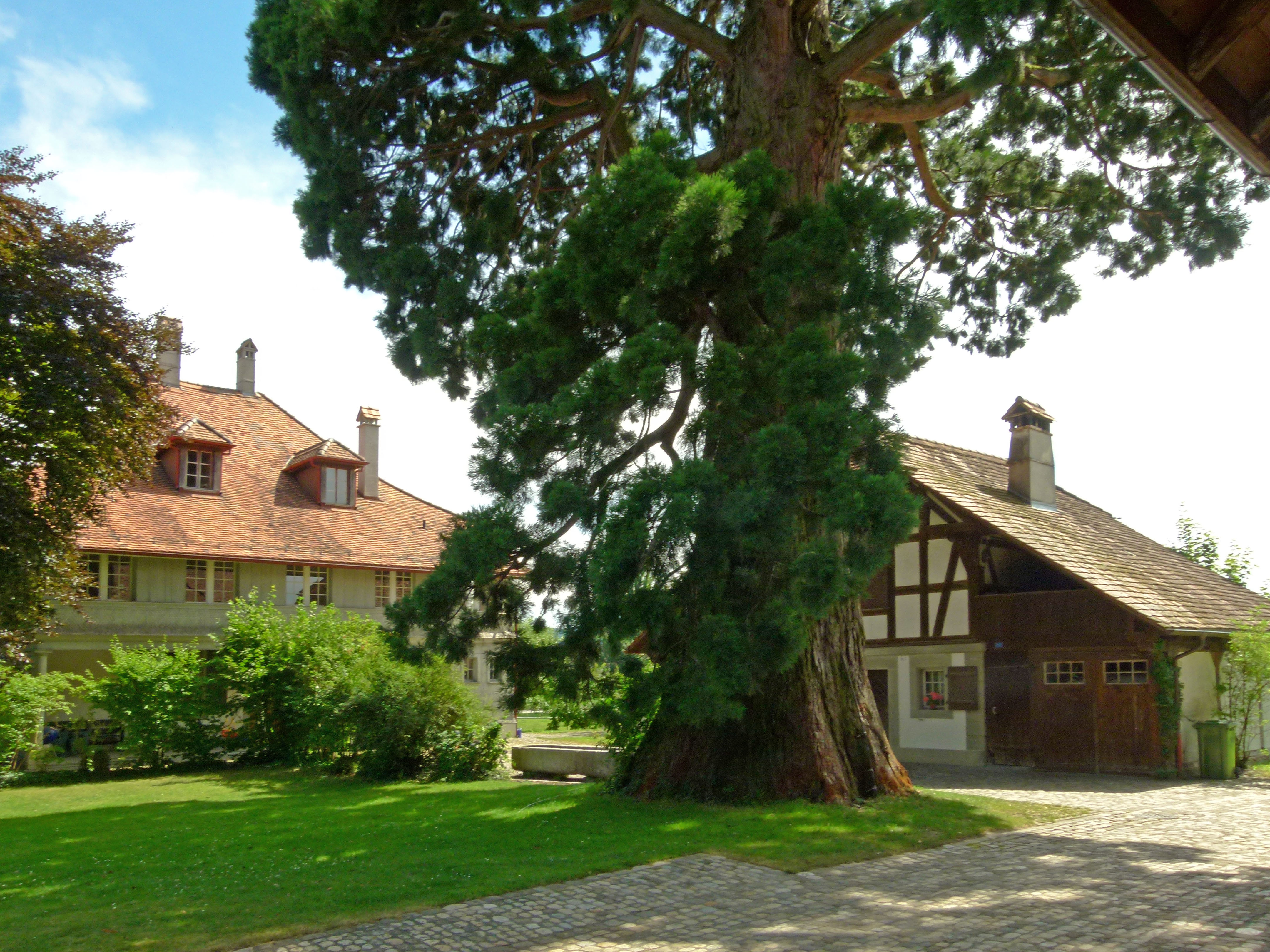
Presbytère et une ferme